# Prime Ministers Avenue
Prime Ministers Avenue (Aleja Premierów) – potoczna nazwa kolekcji wykonanych z brązu popiersi wszystkich australijskich premierów, znajdującej się w Ogrodach Botanicznych w Ballarat w stanie Wiktoria.
Pomysłodawcą i początkowym sponsorem kolekcji był Richard Crouch, pochodzący z Ballarat polityk Australijskiej Partii Pracy. 2 marca 1940 uroczyście odsłonięto pierwszych sześć popiersi. Następnie kolekcja była systematycznie wzbogacana o wizerunki kolejnych szefów australijskiego rządu. Aktualnie jedynym nieuwzględnionym w niej premierem jest obecnie sprawująca ten urząd Julia Gillard. Trwają już przygotowania do uzupełnienia alei o przedstawiającą jej rzeźbę. Proces ten jest jednak dość czasochłonny, gdyż popiersia z zasady wykonywane są z natury. Pani premier już do niego zapozowała. 
Pierwszym rzeźbiarzem pracującym nad popiersiami był Wallace Anderson. Później pałeczkę przejęli od niego kolejno Ken Palmer i Victor Greenhalgh. Począwszy od rzeźby premiera Boba Hawke’a, popiersia projektuje znany karykaturzysta prasowy Peter Nicholson.

## Galeria rzeźb
Popiersia przedstawiono w kolejności chronologicznej, według daty objęcia przez poszczególnych polityków urzędu premiera.

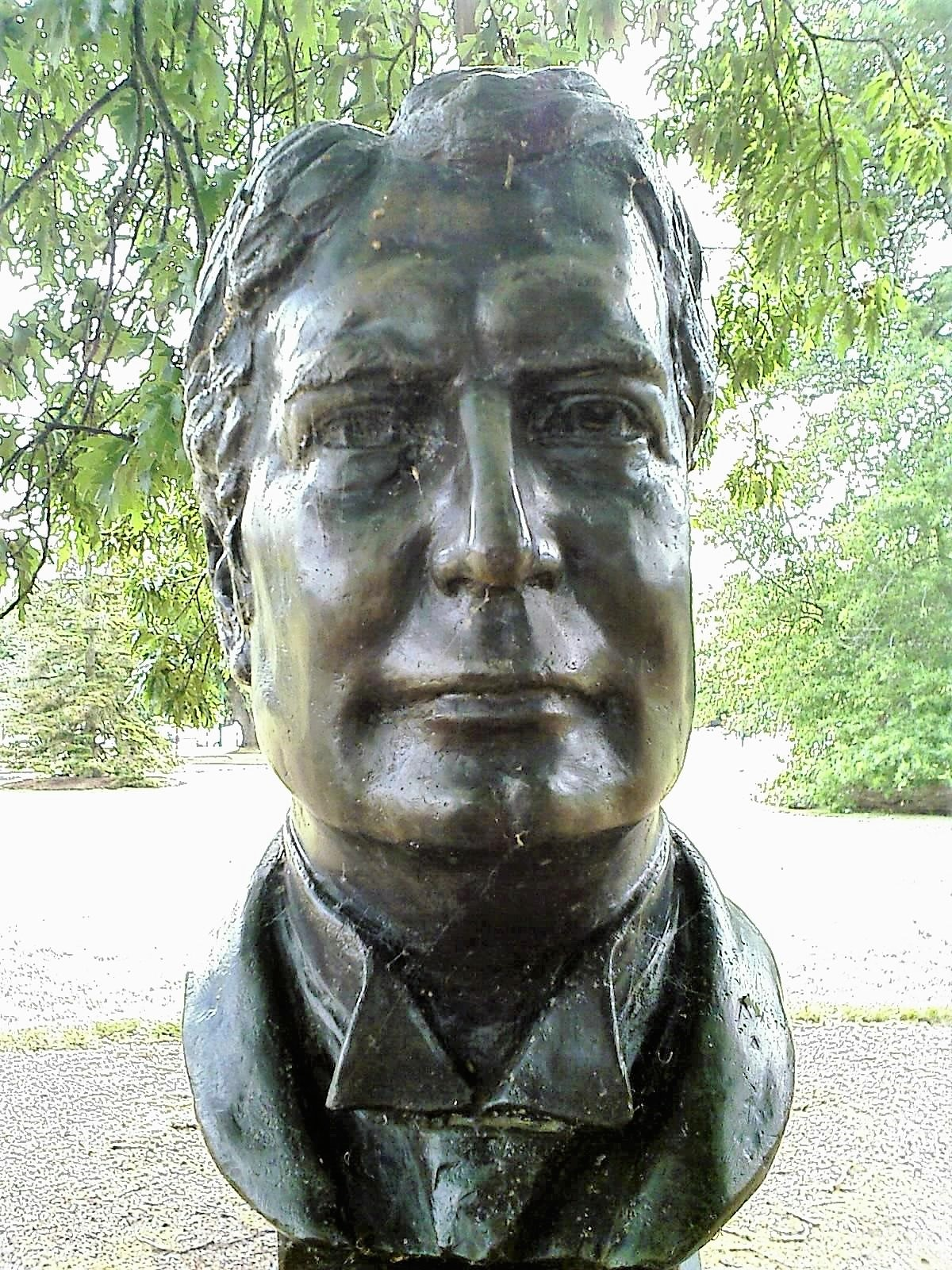
Edmund Barton
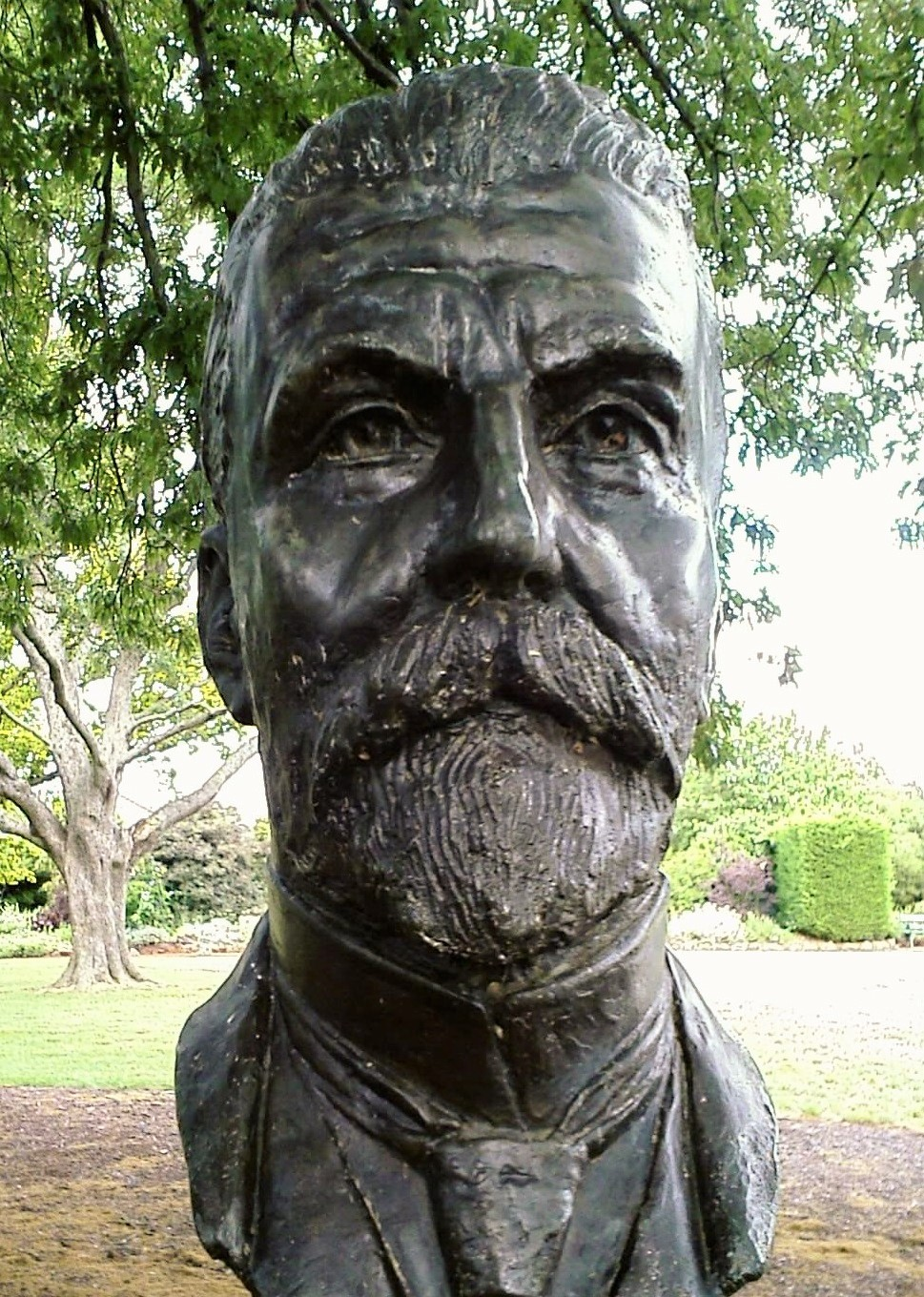
Alfred Deakin
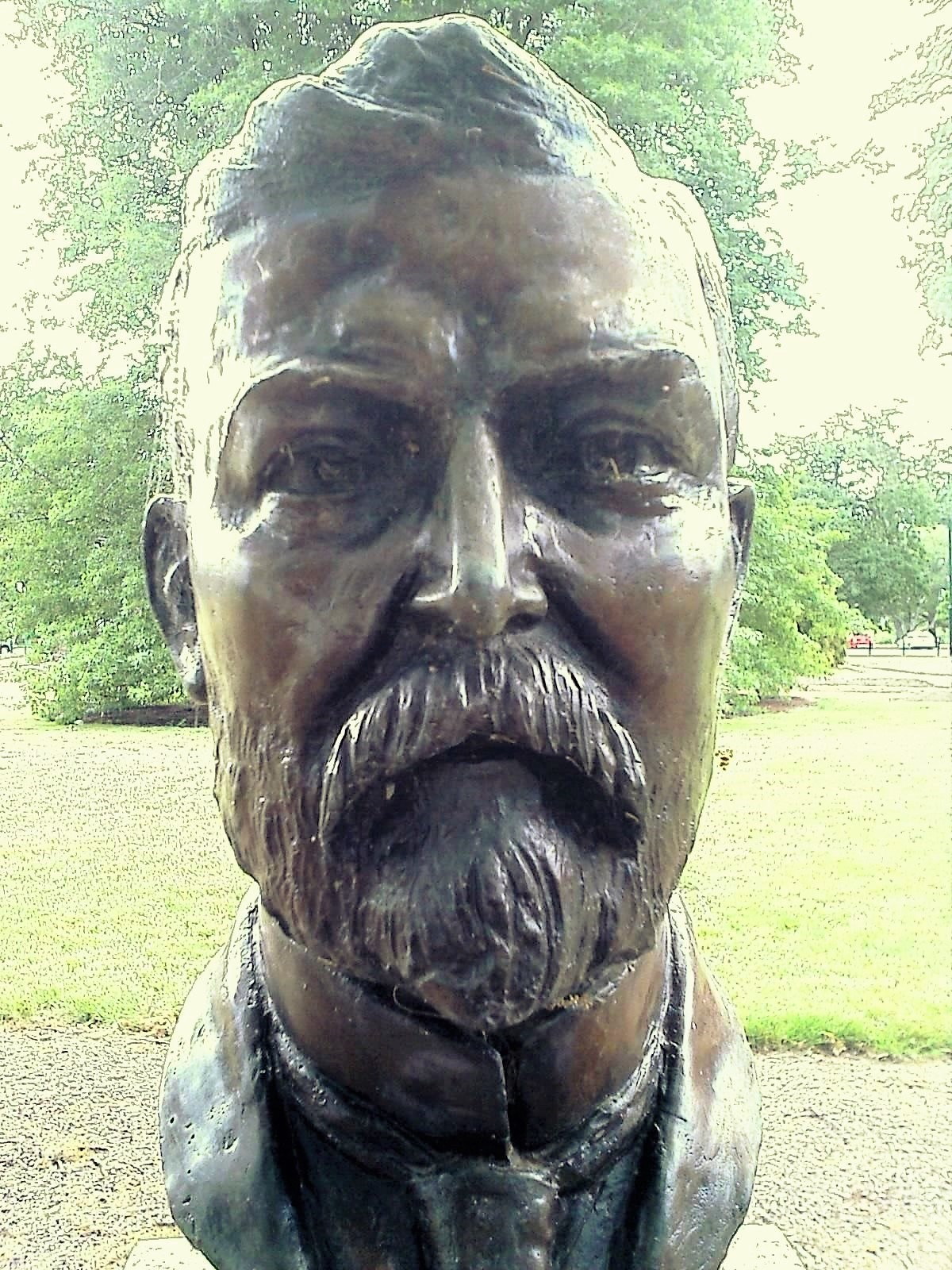
Chris Watson
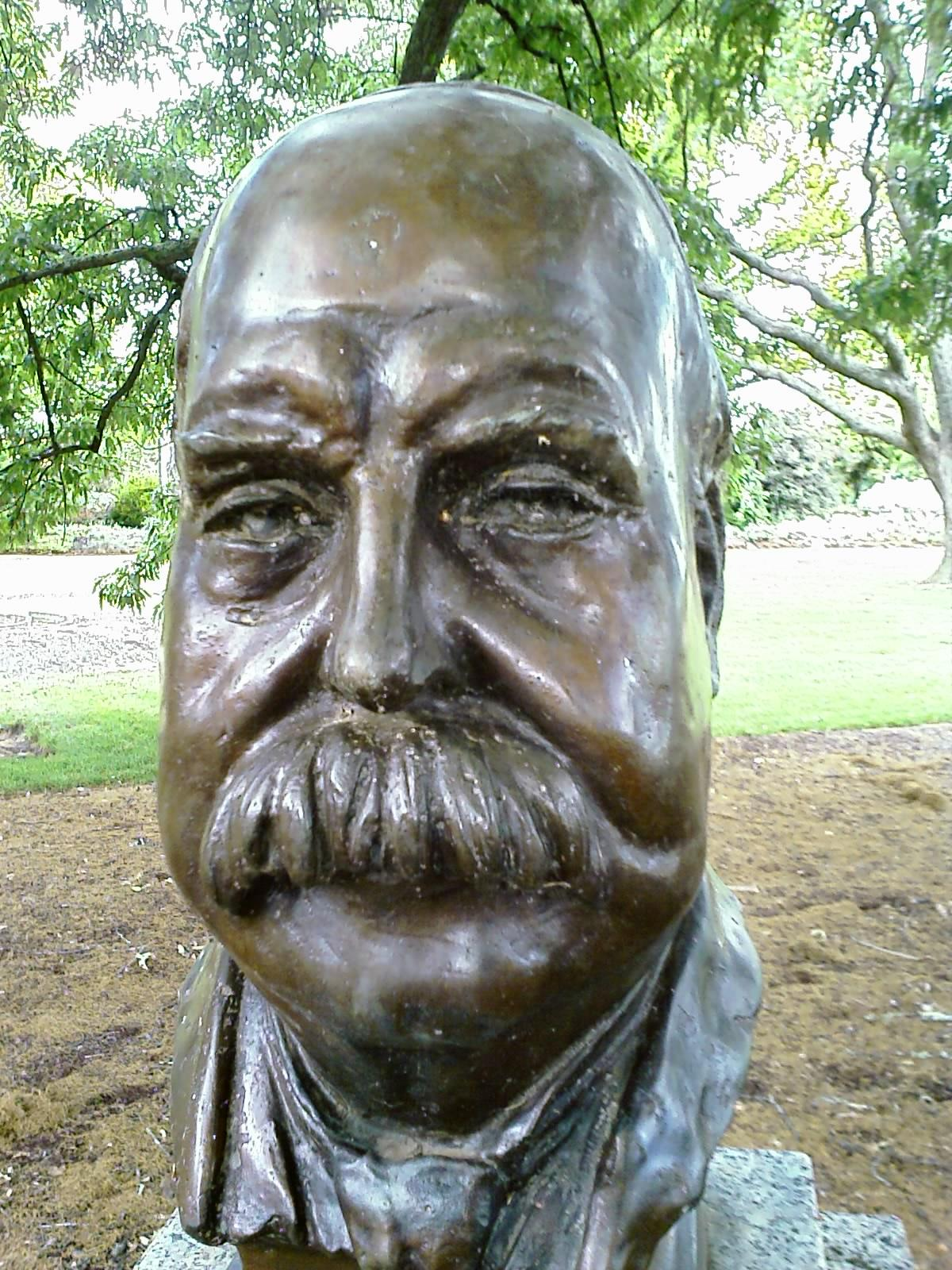
George Reid
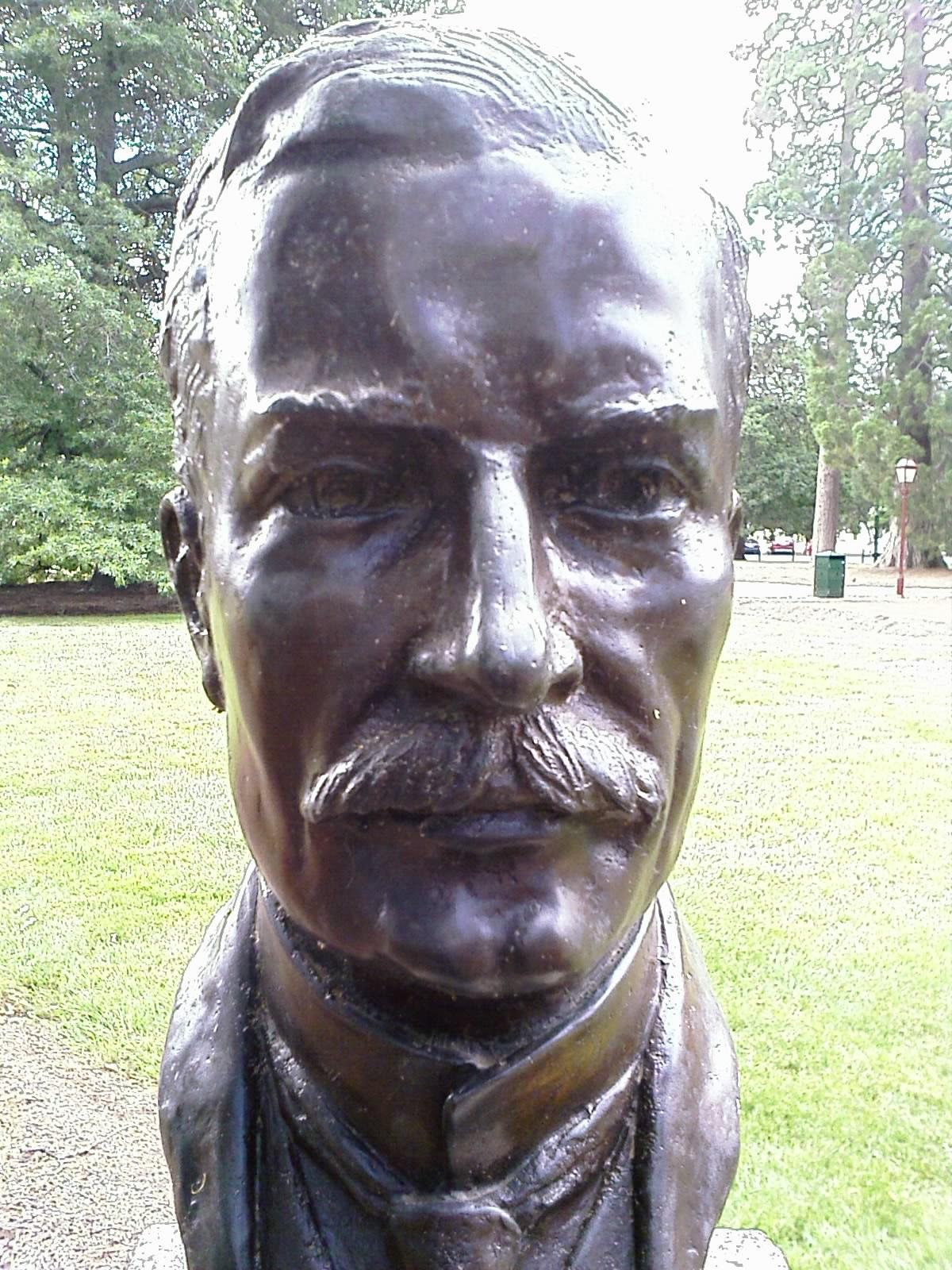
Andrew Fisher
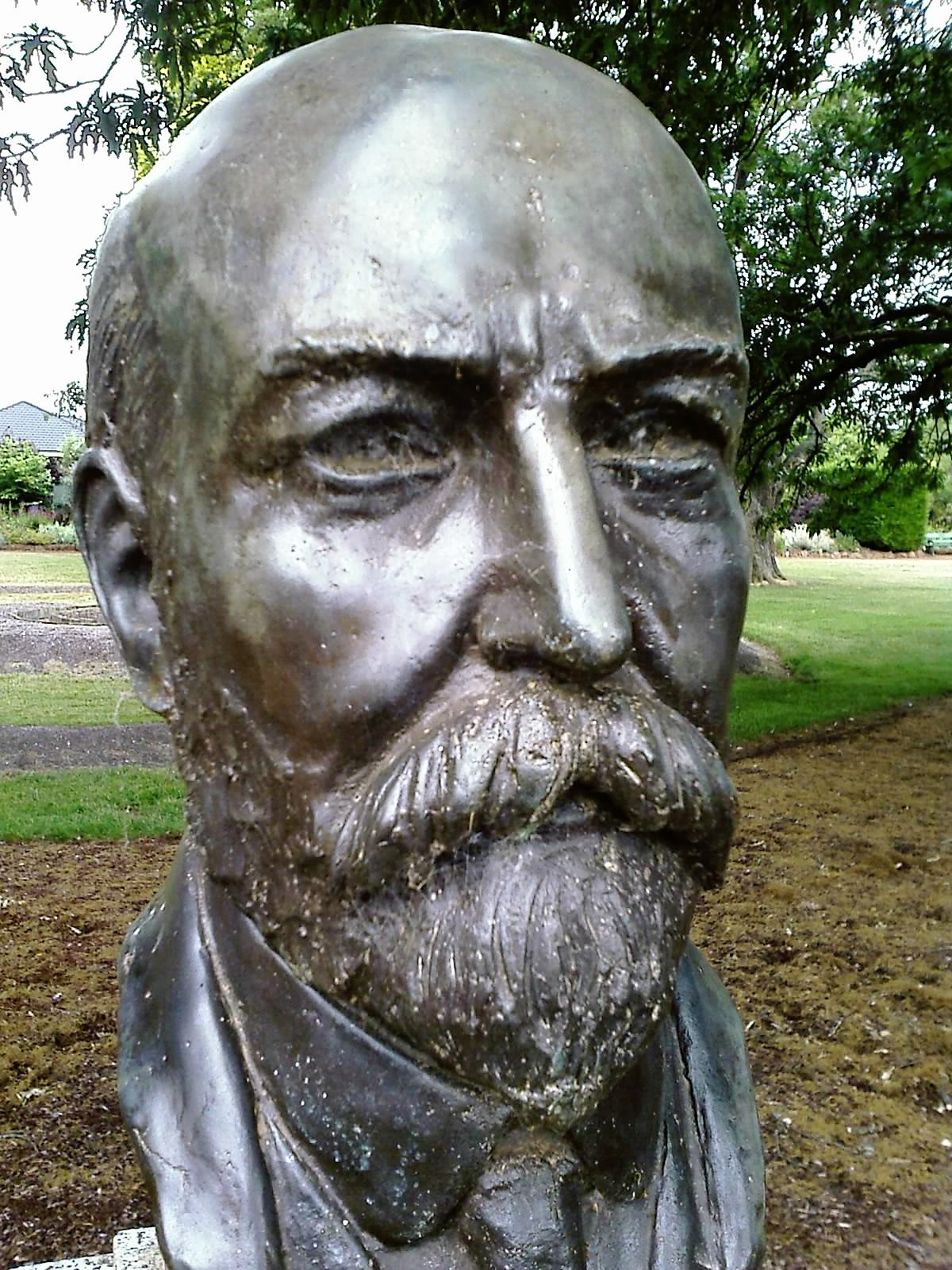
Joseph Cook
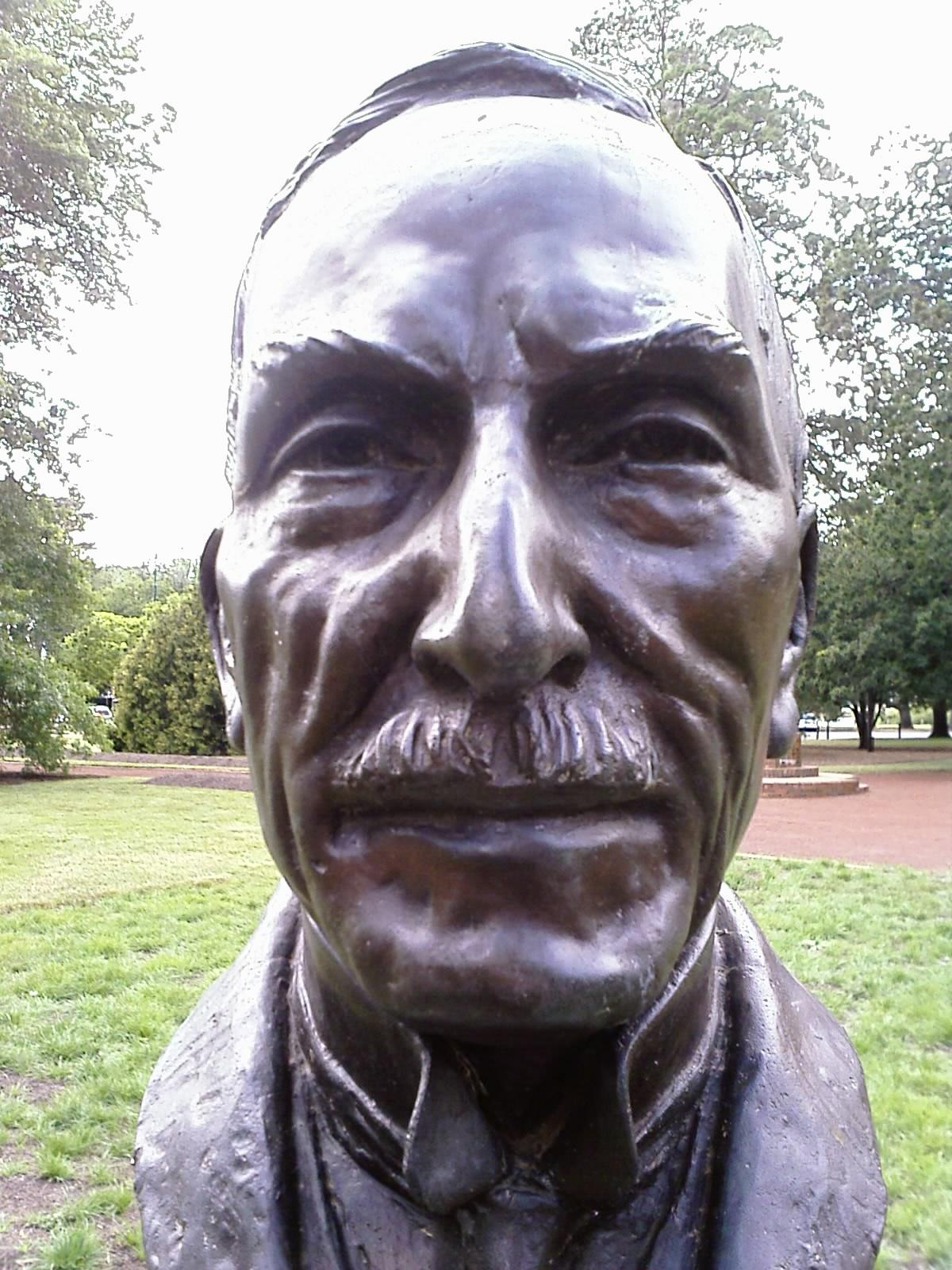
Billy Hughes
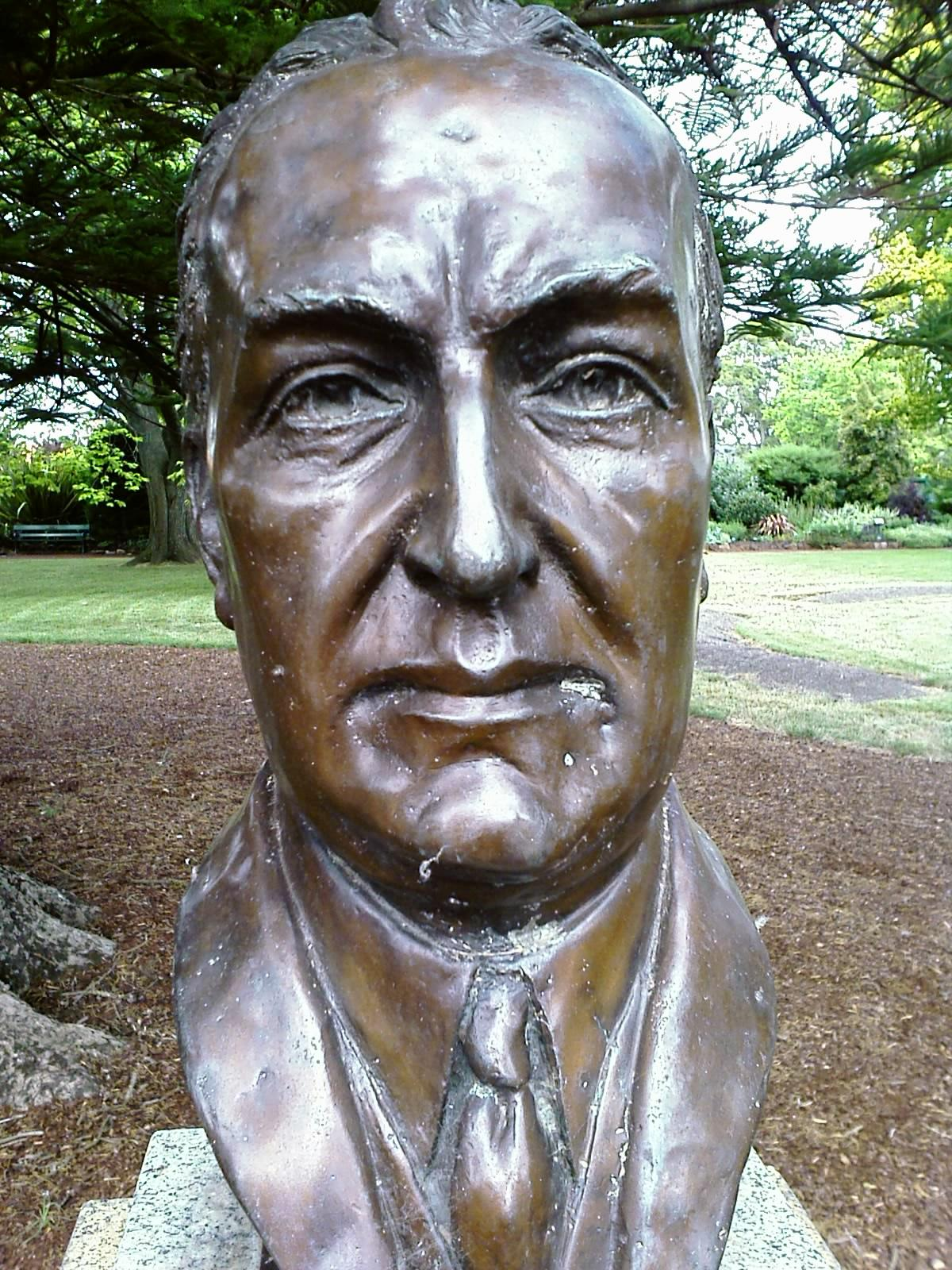
Stanley Bruce
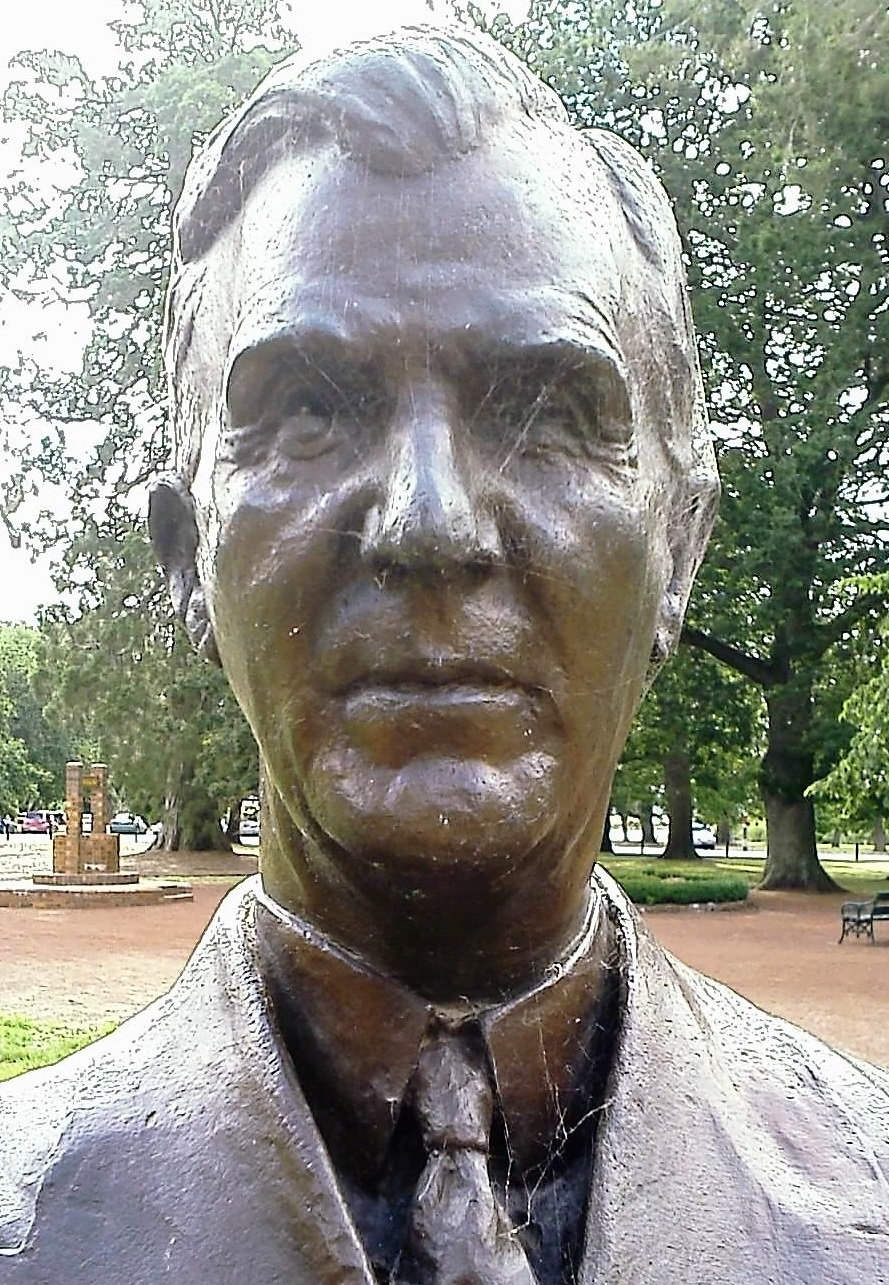
James Scullin
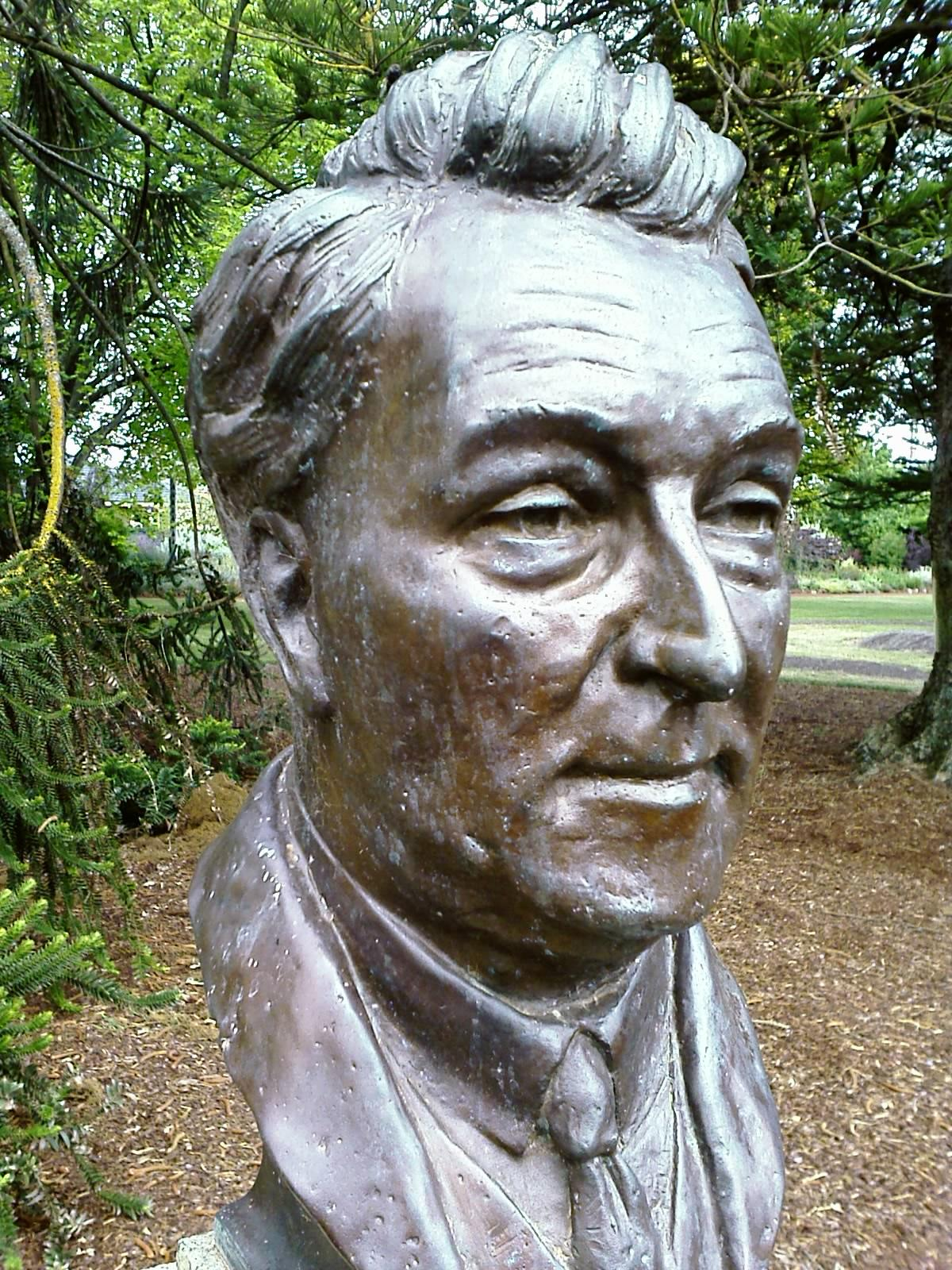
Joseph Lyons
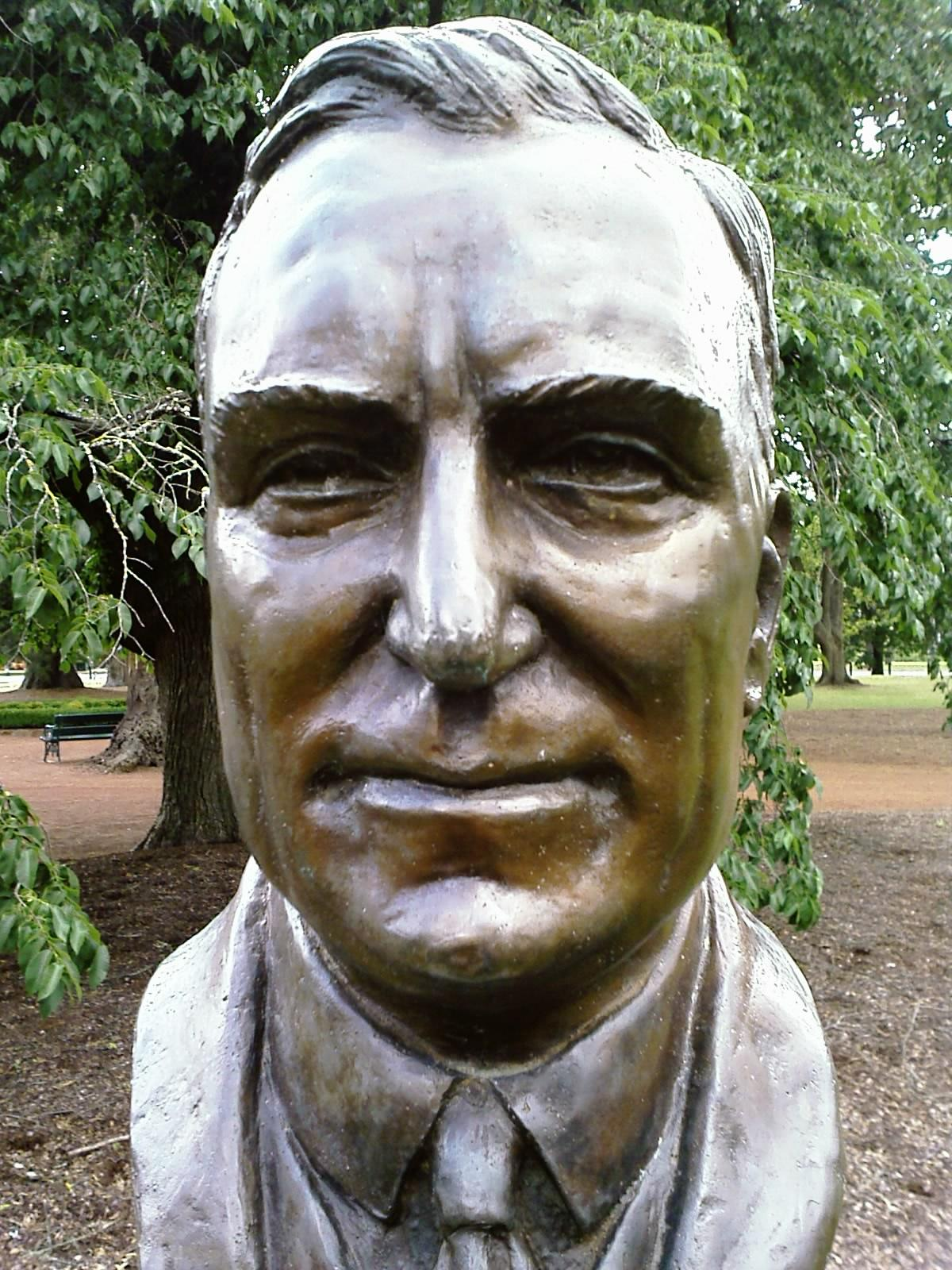
Earle Page
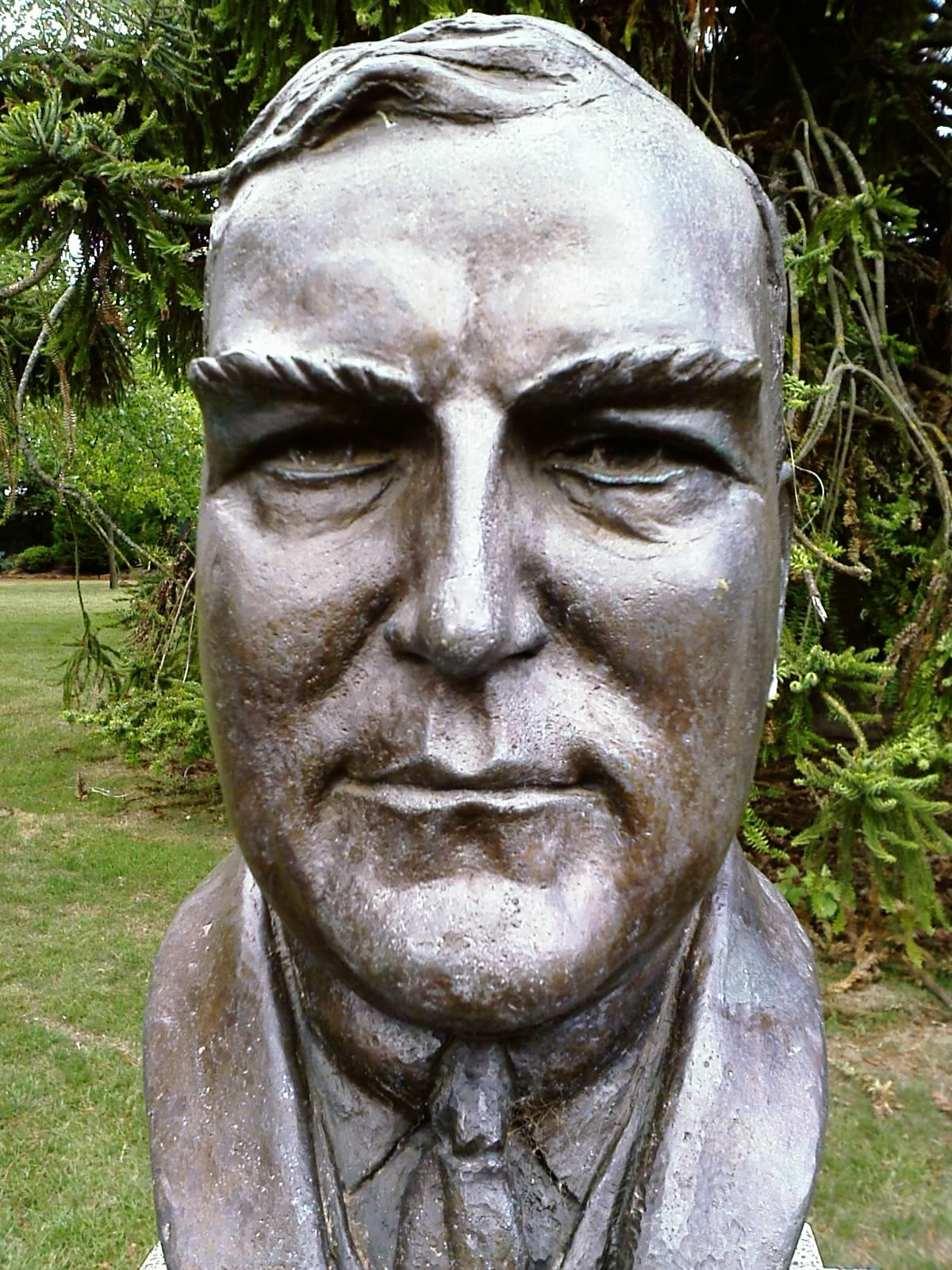
Robert Menzies
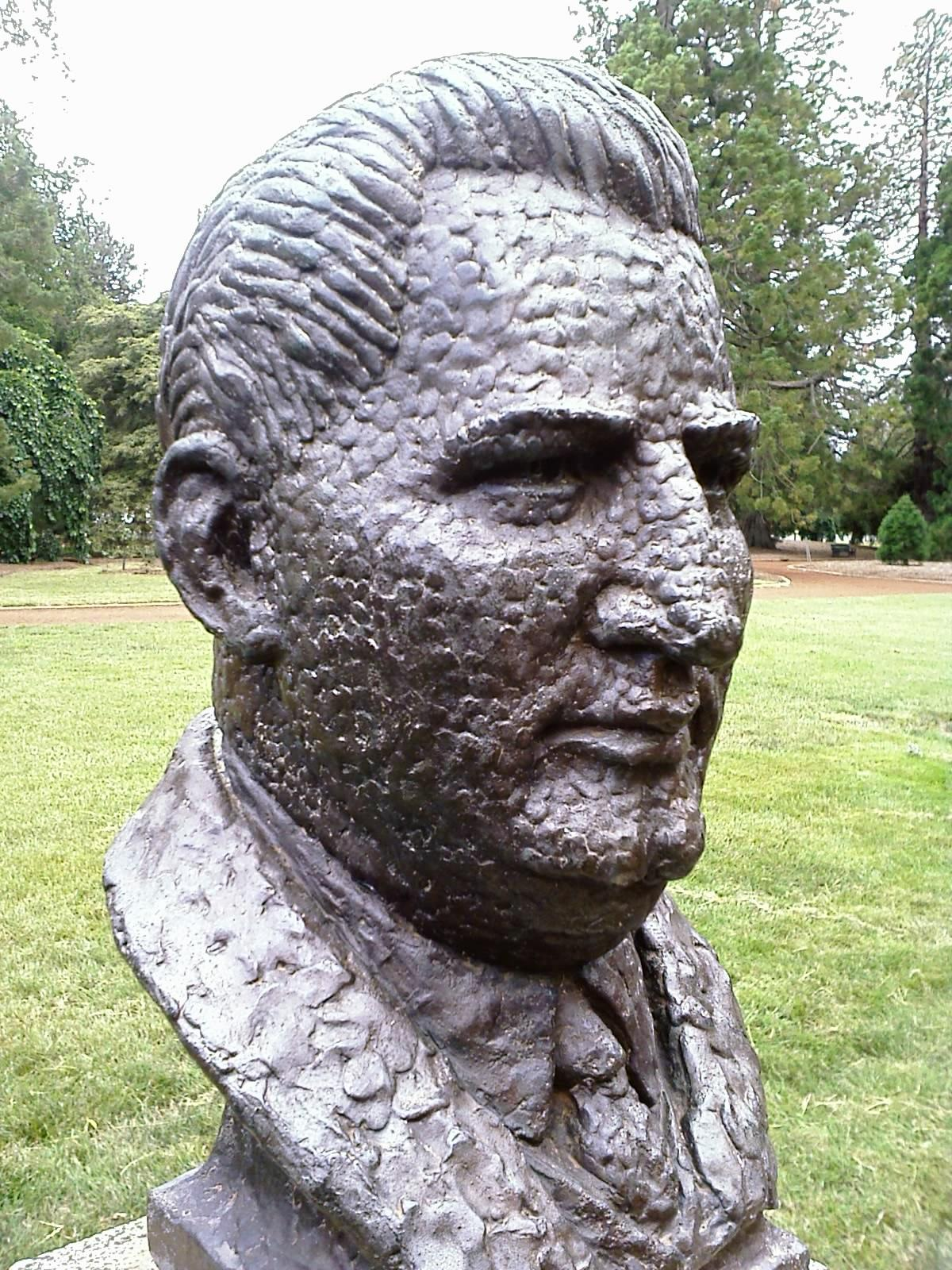
Arthur Fadden
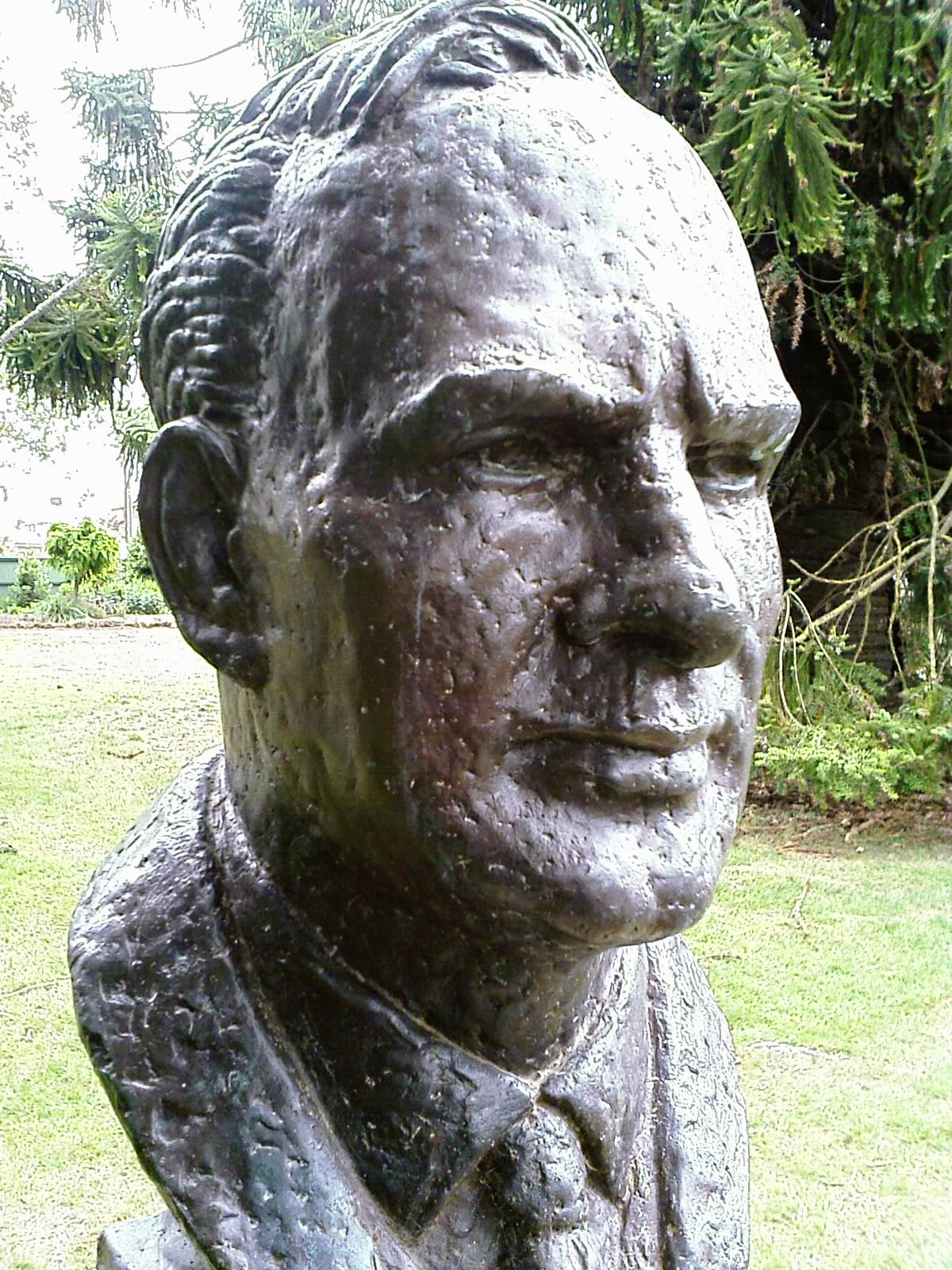
John Curtin
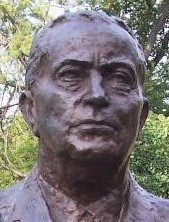
Frank Forde
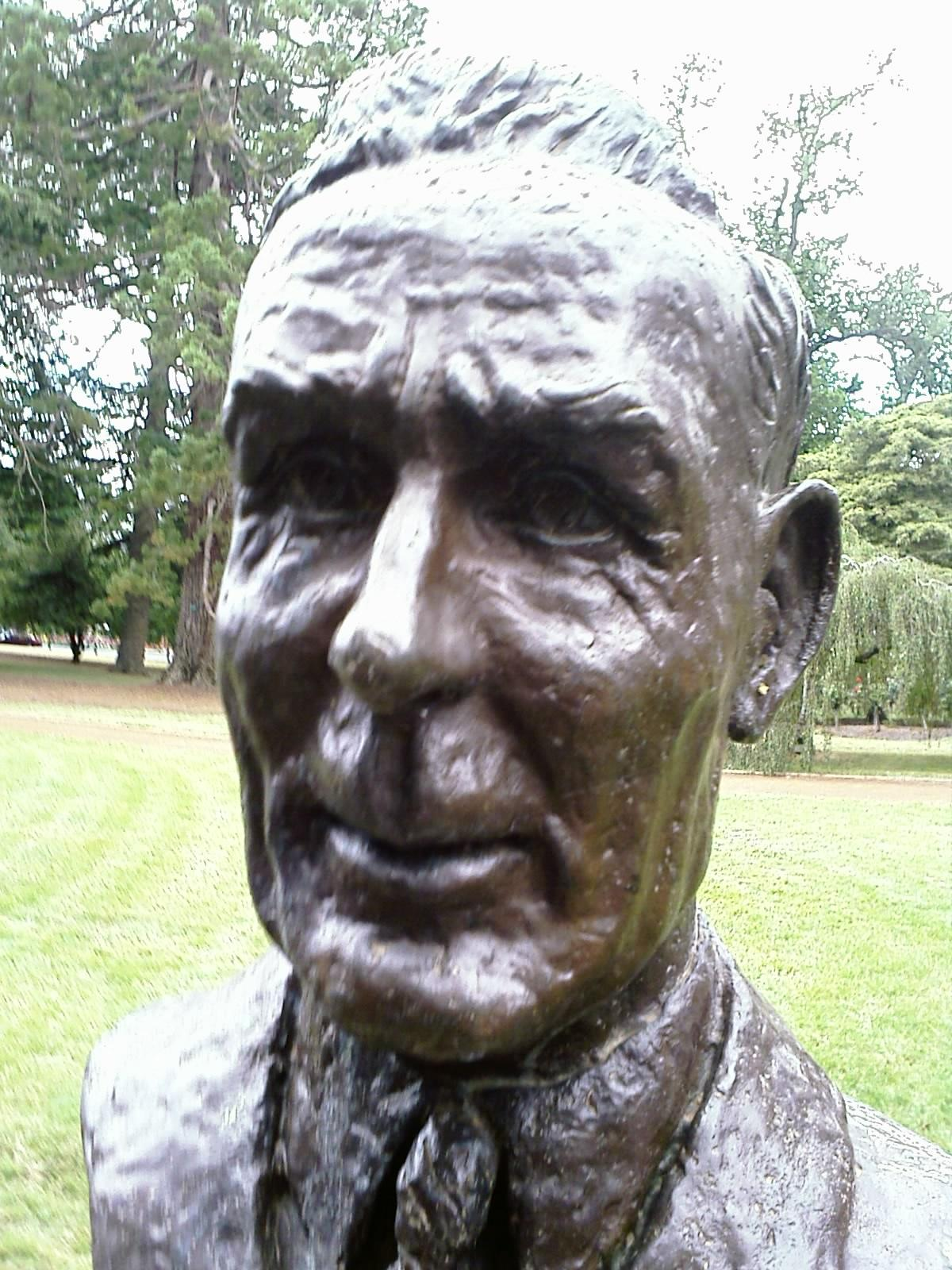
Ben Chifley
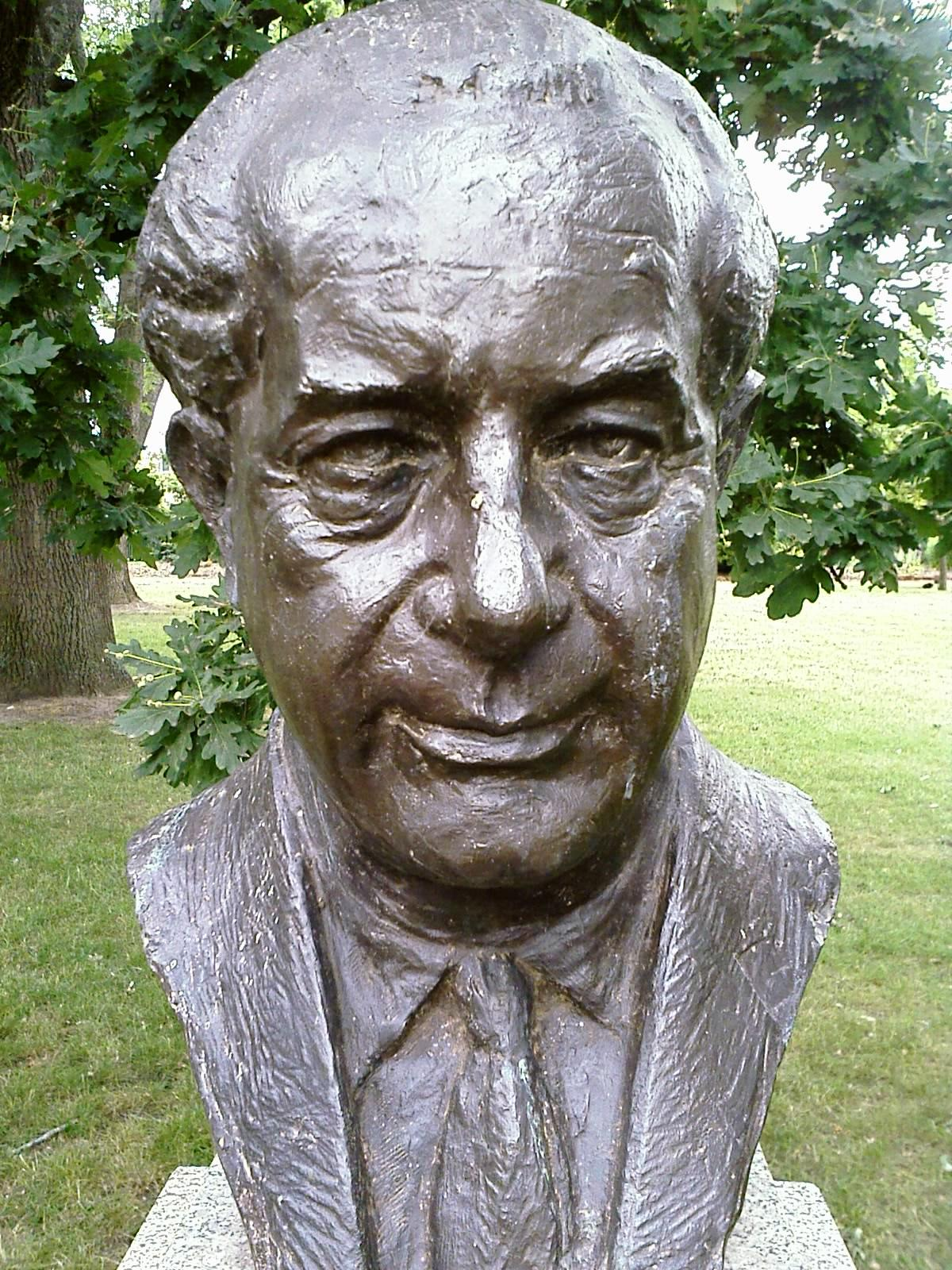
Harold Holt
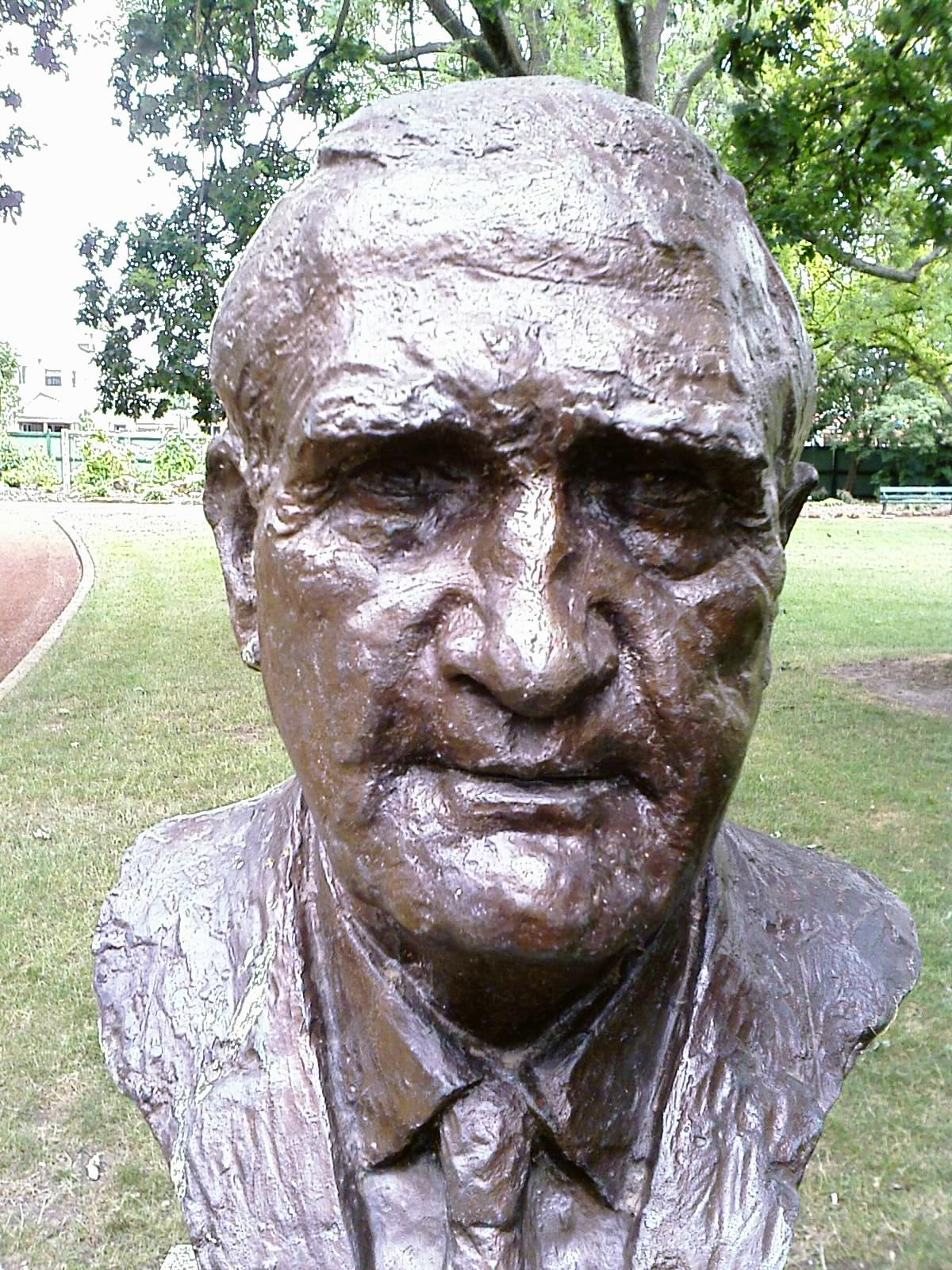
John McEwen
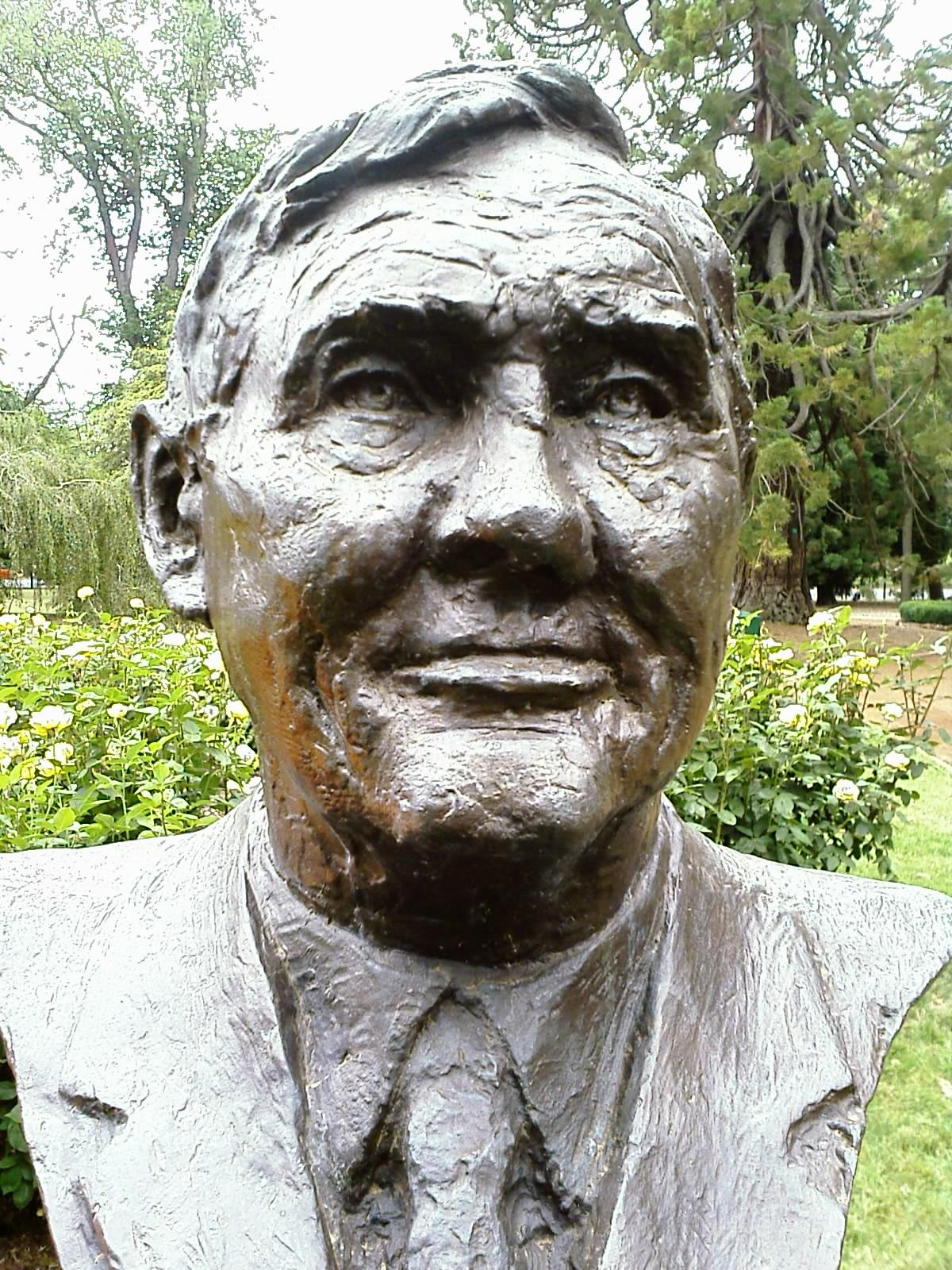
John Gorton
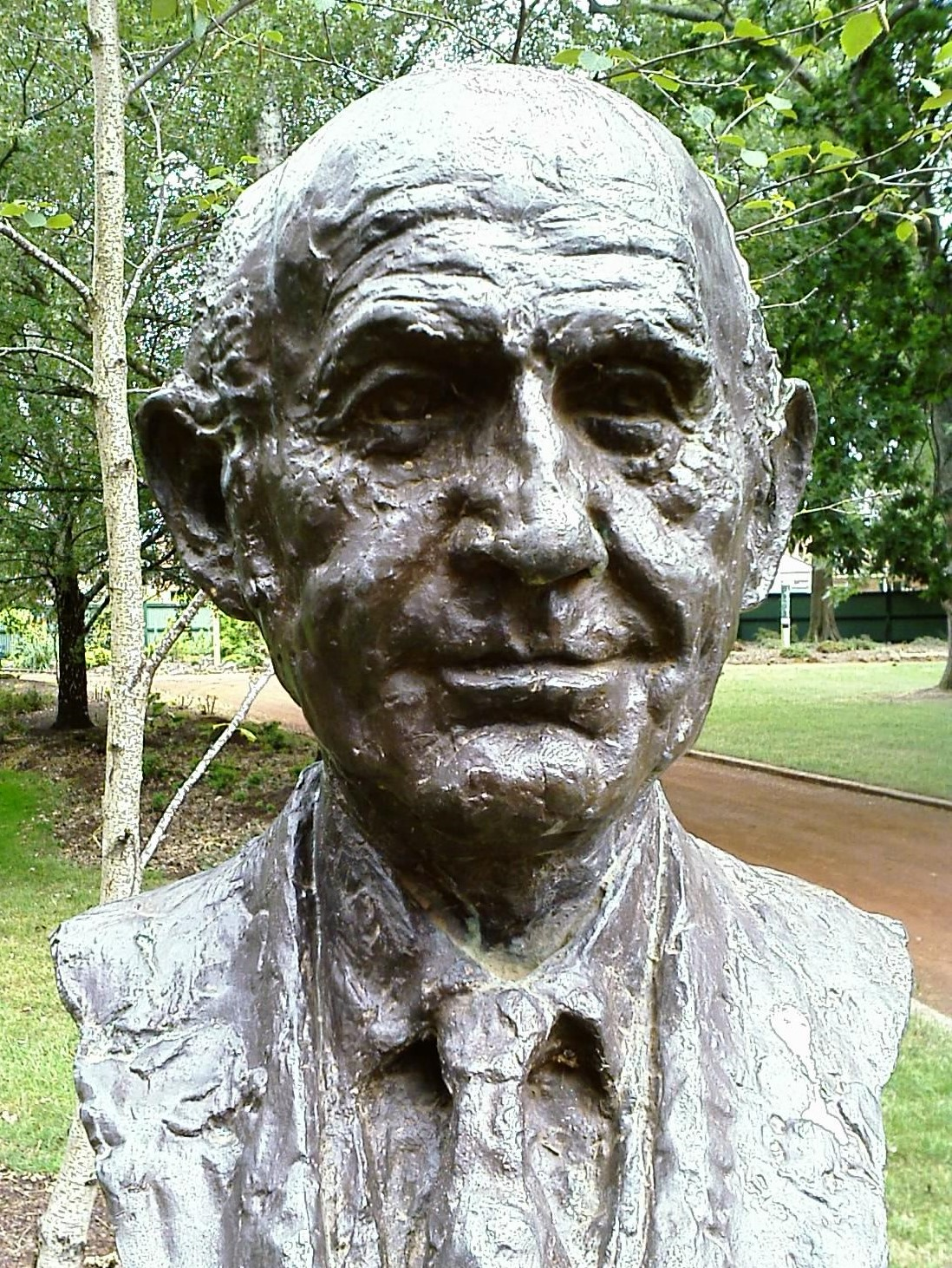
William McMahon
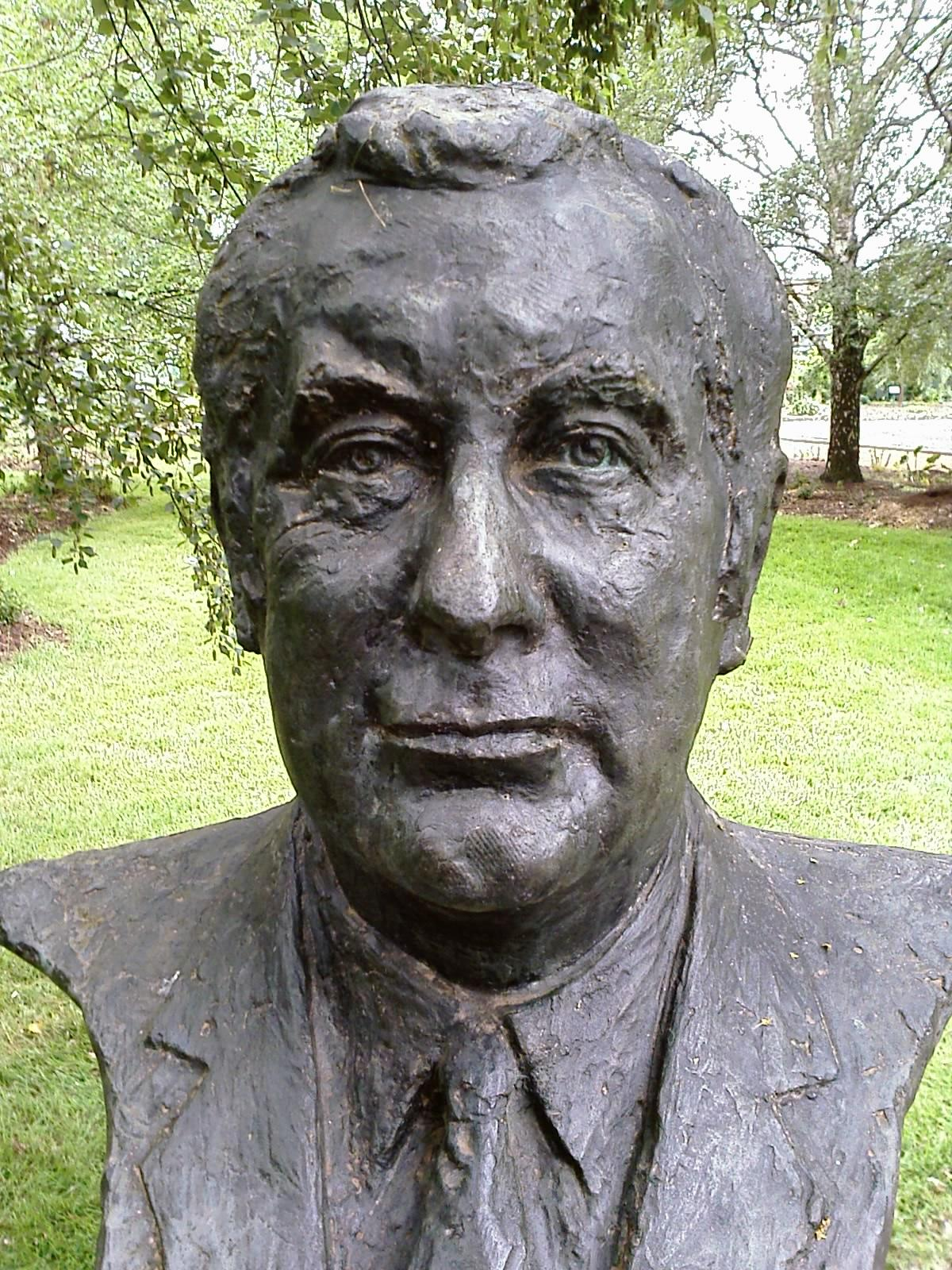
Gough Whitlam
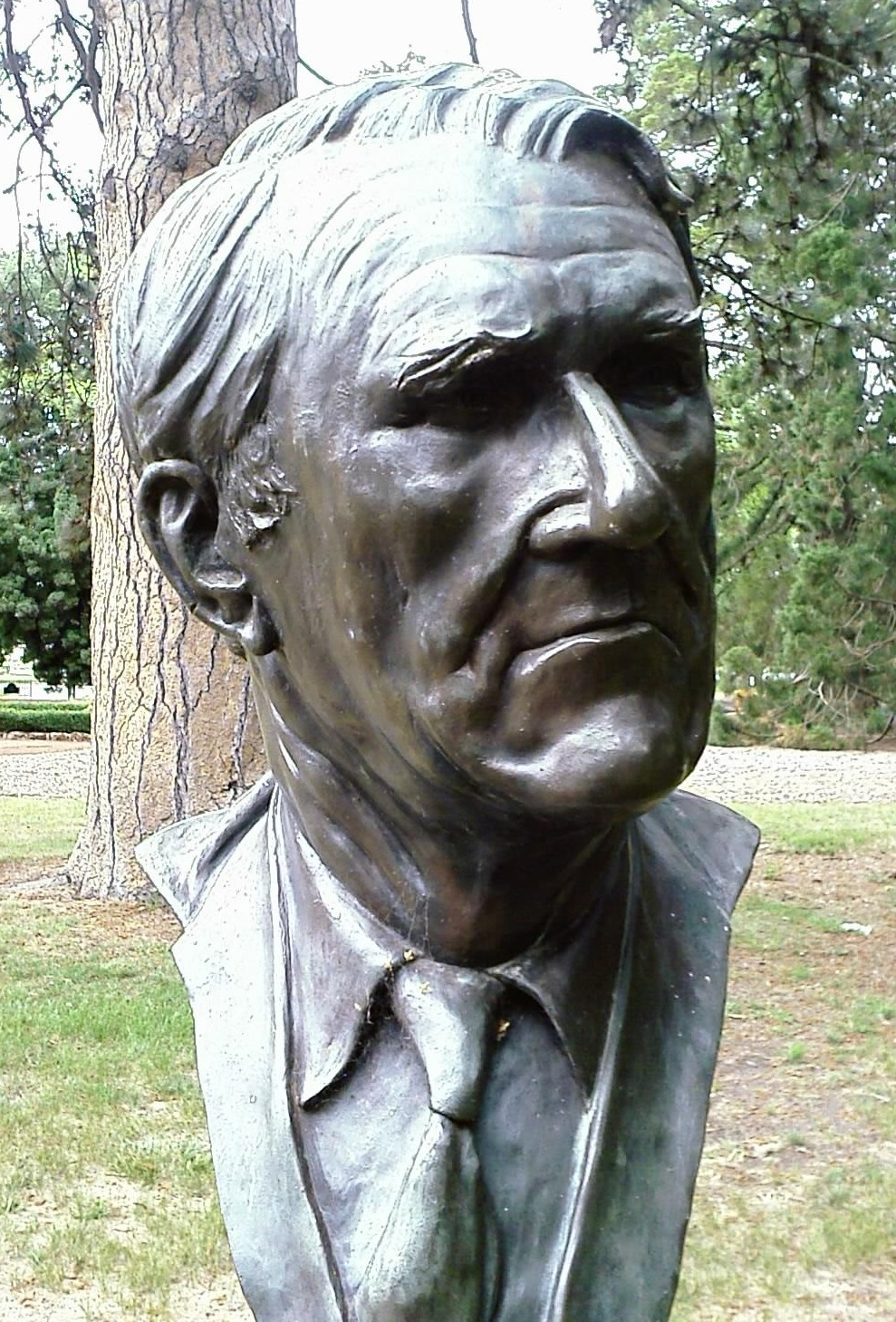
Malcolm Fraser
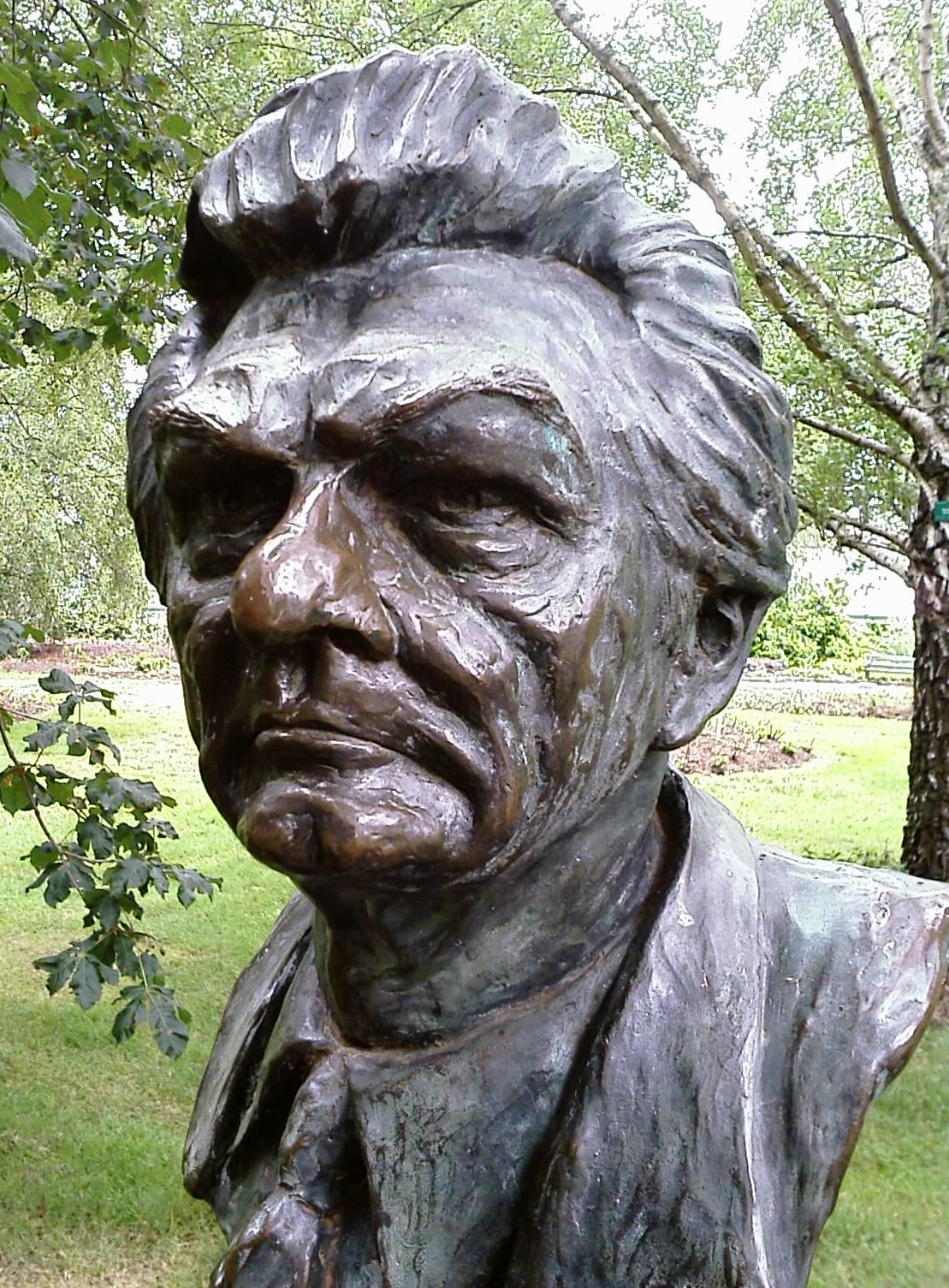
Bob Hawke
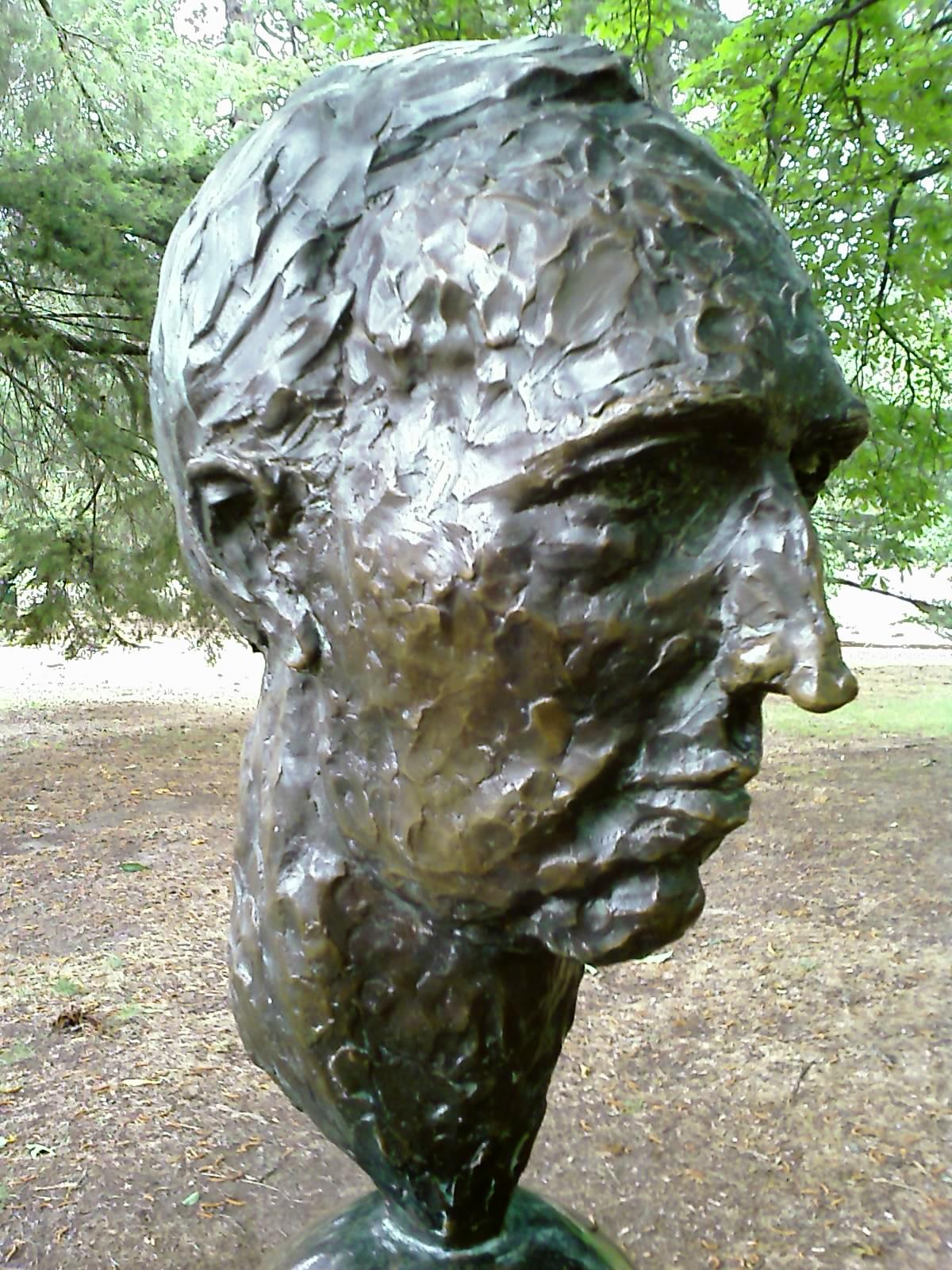
Paul Keating
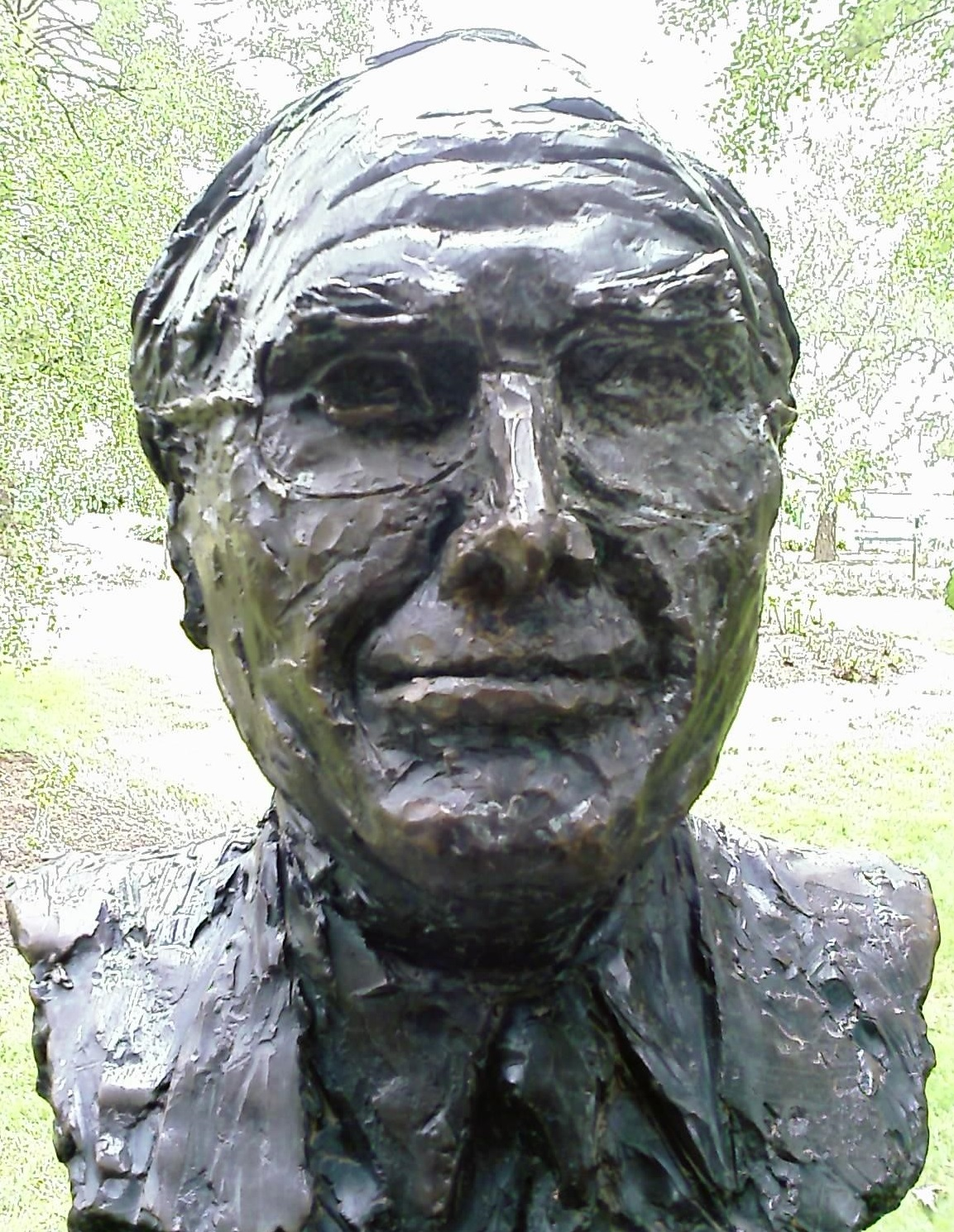
John Howard
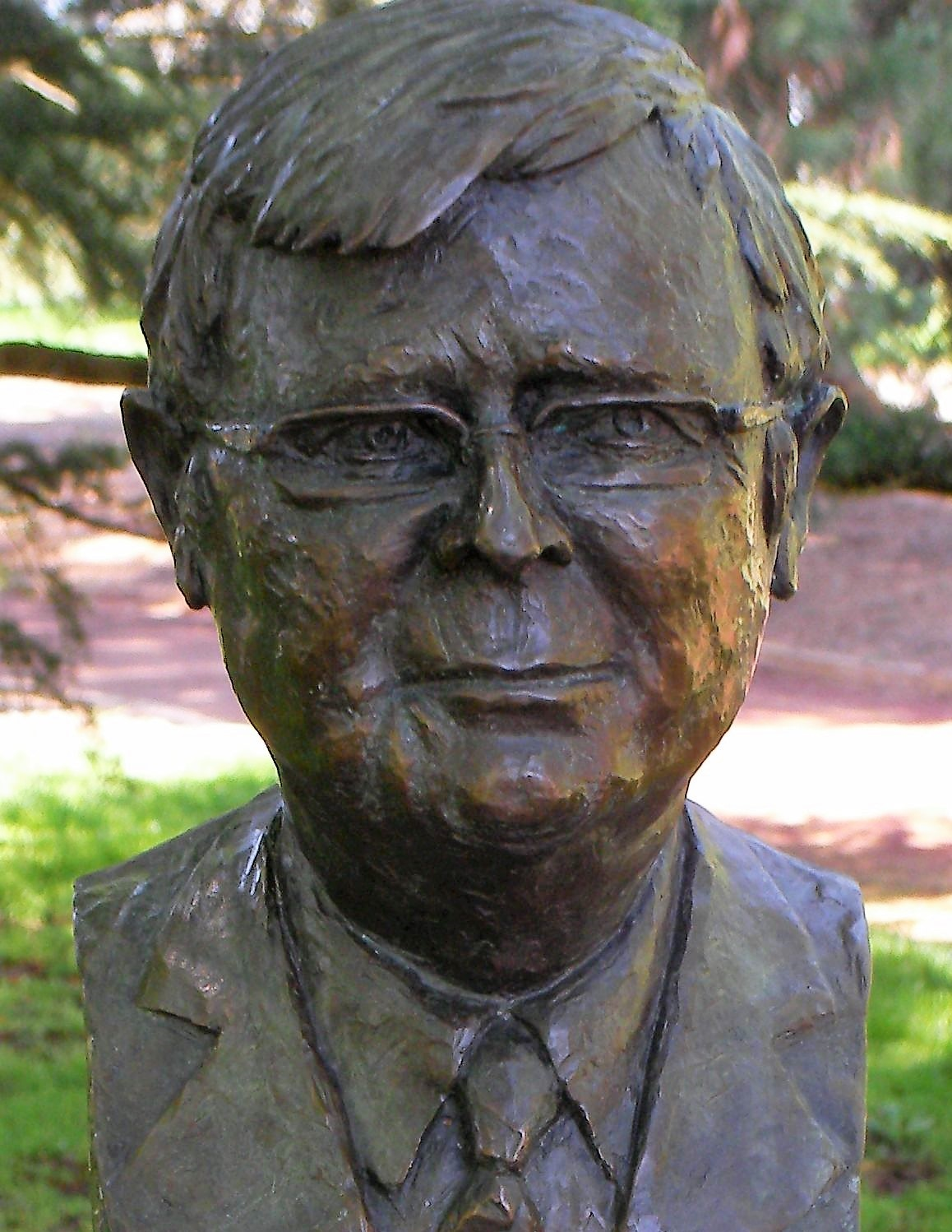
Kevin Rudd